# Петрулас, Сотирис
Сотирис Петрулас (греч. Σωτήρης Πέτρουλας, Итилос, полуостров Мани, 1943 — Афины, 21 июля 1965) — греческий студент, погибший в центре греческой столицы во время «роялистского переворота» в июле 1965 года. Символ борьбы за демократию для греческого студенчества 1960-х годов. Герой песни Микиса Теодоракиса.

## Биография
Сотирис Петрулас родился в городке Итилос.
В 1946 году его семья, уходя от террора монархистских банд, переселилась в Афины.
Петрулас закончил в Афинах «Среднее торговое училище», после чего поступил в Высшую школу экономических наук. Высшая школа на год прервала его учёбу из политических соображений, поскольку он был избран членом руководящего совета Молодёжи Единой демократической левой партии.
Позже он принял участие в учредительном съезде организации «Демократическая молодёжь Ламбракиса».
15 июля 1965 года королевский двор вынудил к отставке правительство Георгиоса Папандреу, победившего на парламентских выборах всего год тому назад.
Королевский парламентский переворот привёл к политической дестабилизации страны и чехарде сменивших друг друга трёх королевских правительств с середины июля по середину сентября 1965 года.
Для студенческой молодёжи наступил период так называемого «Движения 70 дней» (16/7 — 25/9).
21 июля 1965 года Петрулас принял участие в большой студенческой демонстрации в Афинах, которую вечером полиция разогнала, используя полицейские дубинки и слезоточивые газы.
В этих столкновениях были ранены и арестованы 250 демонстрантов.
Среди них был и Петрулас, раненый и арестованный на перекрёстке улиц Стадиу и Ладас, около 22.00.
Первая официальная запись о смерти раненого Петруласа была сделана в 03:00 22 июля.
Остался без ответа вопрос о том, где он находился с 22.00 по 03:00.
В официальном заключении, которое было сделано полицейскими, облачившимися в халаты врачей, утверждалось, что его смерть была следствием удушья от слезоточивых газов.
Заключение не объясняло природу глубоких следов вокруг его шеи, обнаруженных семьёй после получения трупа покойного. Официальное заключение не было изменено (есть также версия, что он был убит на месте от удара газовой шашки в голову), но другое, неофициальное, произведенное по просьбе семьи Петруласа, утверждало, что он был задушен.
Полиция попыталась захоронить Петруласа тайком от родителей, до восхода солнца, но священник отказался хоронить его ночью: «Христианские похороны в 01:00 полночи? У вас не осталось ничего святого? Вы требуете от меня провести службу до восхода солнца? Даже немцы не посмели этого требовать. Антихристы!».
Впоследствии его похороны переросли в демонстрацию.
Почти сразу после его смерти, известный греческий композитор и руководитель организации «Молодёжь Ламбракиса», М. Теодоракис написал песню «Сотирис Петрулас»  Архивная копия от 26 декабря 2018 на Wayback Machine:

Сотирис Петрулас
Сотирис Петрулас
Взял тебя к себе Ламбракис
Взяла тебя к себе Свобода
Мученики герои нас ведут
Твои голубые глаза нас зовут

## Память
- В 1975 году руководство студенческого союза «Высшей школы экономических и торговых наук» приняло решение дать имя «Сотирис Петрулас» своему союзу и провозгласило его своим почётным членом.
- Муниципалитет Афин назвал именем Сотириса Петруласа спортивный центр, расположенный северо-западнее университетского городка.
- Именем Сотириса Петруласа названы улицы в 5 районах Афин.
- На перекрёстке улиц Стадиу и Ладас, где Петрулас был (смертельно) ранен, установлена мемориальная плита.